# Al Vandenberg
Pour les articles homonymes, voir Vandenberg.
Al Vandenberg (31 août 1932 - 20 mars 2012) est un photographe américain remarqué pour ses portraits de rue et pour sa collaboration sur la pochette de l'album Sgt pepper's Lonely Hearts Club Band des Beatles,,,.

## Jeunesse
Vandenberg est né de parents néerlandais à Boston, en 1932. Il rejoint l'armée américaine et participe à la Guerre de Corée. Vandenberg étudie ensuite dans une école d'art à Boston, puis il étudie la photographie à New York avec Alexey Brodovitch, Richard Avedon et Bruce Davidson. Il photographie la pauvreté, la misère urbaine et les minorités ethniques dans les rues de New-York, des thèmes déjà explorés par Diane Arbus et Garry Winogrand - les photographies de Vandenberg sont ensuite exposées à la Smithsonian Institution pour le War on Poverty du Président Lyndon B. Johnson.

## Carrière photographique
Vandenberg travaille comme directeur artistique pour l'agence de publicité Doyle, Dane & Bernbach à New York. Il s'installe à Londres en 1964 et poursuit une carrière dans la photographie - éditoriale,  mode, publicité et musique. Vandenberg collabore à la pochette de l'album Sgt pepper's Lonely Hearts Club Band. 
Déçu par ses pratiques commerciales, Vandenberg finit par abandonner son travail pour se concentrer sur son projet personnel de portraits de rue.
À partir des années 1970, les photos personnelles de Vandenberg —par opposition à son travail commercial—sont prises dans les rues, bien que la tonalité de ses photos ait changé. Là où auparavant, il étudiait la dépression et la pauvreté, produisant des images de l'aliénation, il se met à photographier des gens regardant directement dans la caméra et s'amusant ; des gens qui l'attirent et avec qui il pourrait établir un rapport. Ses sujets sont maintenant détendus et réceptifs, et partagent avec lui la fabrication de l'image. Sa série de photographies couvre les gens de Singapour, Tokyo, Hollywood, New York, Hong Kong, Pékin, Laos et Londres, et compte des milliers d'images,
.
En 1980 Vandenberg co-fonde le Festival de la Photographie de Hereford. C'est la plus longue compétition de photographie au Royaume-Uni jusqu'à sa fermeture en 2012,,.

## Mort
Vandenberg est mort à Hereford, au Royaume-Uni en 2012, ayant achevé son troisième voyage en Chine où il était en train de préparer "The Good People of China", sur les jeunes. Peu de temps la mort de Vandenberg en 2012, son travail est exposé à la Tate Britain et au V&A Museum de Londres,,.

## Collections permanentes
- La Smithsonian Institution, Washington DC
- Stedelijk Museum Amsterdam, Amsterdam
- Musée de l'Élysée, Lausanne
- Le Kobal Collection
- La Collection Wagstaff
- Museum of Modern Art de New York
- Victoria & Albert Museum, Londres
- British Council
- La Tate Britain, Londres

## Sélection d'expositions
- 2012 : Tate Britain, Londres
- 2012 : Victoria & Albert Museum, Londres
- 1985 : Sala Arcs De Caixa De Barcelone, Espagne
- 1985 : Circulo De Bellas Artes, Madrid, Espagne
- 1981 : Zagreb, Galerije Grada, Yougoslavie
- 1980 : British Council, Rotterdam, Pays-Bas